# Justin O’Neal
Justin O’Neal (* 24. Oktober 1977 in Lima, Ohio) ist ein ehemaliger US-amerikanischer Tennisspieler.

## Karriere
O’Neal begann nach seinem Schulabschluss zunächst ein Studium im Fach Soziologie an der University of Florida, wo er im College Tennis aktiv war. Er wurde einer der besten Tennisspieler der hiesigen Mannschaft und wurde 1997 und 1999 zum All-American gewählt. Sein Abschluss erfolgte 2000.
Noch während des Studiums spielte er erste Turniere der drittklassigen ITF Future Tour. Dreimal schaffte er es dort im Einzel ins Viertelfinale und damit auch in die Top 800 der Tennisweltrangliste. Nach einigen Jahren ohne Turnierteilnahmen kehrte O’Neal 2007 wieder zurück zum Turnierbetrieb und gelangte die zwei ersten Male in ein Future-Halbfinale. Das Jahr 2008 wurde sein stärkstes. In Indianapolis gewann er beide Matches in der Qualifikation und kam dadurch zu seinem einzigen Auftritt auf der ATP Tour, wo er zum Auftakt Lu Yen-hsun mit 6:7, 6:7 knapp unterlag. Auch auf der zweithöchsten Tour, der ATP Challenger Tour, qualifizierte er sich in Lexington und Rennes und überstand die erste Runde. Dabei schlug er etliche deutlich besser platzierte Spieler. Im Oktober 2008 stand O’Neal mit Platz 601 am höchsten in der Weltrangliste. Anfang 2009 beendete er seine Karriere.